# HAL HF-24 Marut
Hindustan Aeronautics HF-24 Marut (ind. मरुत्) je bil dvomotorni lovski bombnik, ki so ga razvijali v Indiji v 1960ih. Prvi let je bil 17. junija 1961. Zasnovali so ga Kurt Tank in skupina indijskih inženirjev podjetja Hindustan Aircraft Limited. Kurt Tank je sprva delal v Argentini na projektu IA 43 Pulqui III, vendar se je kasneje odpravil v Indijo in začel konstruirati podobnega Maruta. Marut naj bi sprva dosegel Mach 2, vendar je v praksi zaradi šibkih motorjev komaj presegel zvočno hitrost.Indija je v tistem času testirala jedrsko orožje, zato so ji tuje države preprečile prodajo bolj sposobnih motorjev. 

## Specifikacije (Marut Mk.1)
Podatki iz Jane's All The World's Aircraft 1976-77 ; Taylor 1976, pp. 79—80.
Splošne karakteristike
- Posadka: 1
- Dolžina: 15,87 m (52 ft 0¾ in)
- Razpon kril: 9,00 m (29 ft 6¼ in)
- Višina: 3,60 m (11 ft 9¾ in)
- Površina kril: 28,0 m² (301 ft²)
- Teža praznega letala: 6195 kg (13658 lb)
- Maks. vzletna teža: 10,908 kg (24,048 lb)
- Pogon letala: 2 × Bristol Siddeley Orpheus Mk 703 turboreaktivni motor, 21,6 kN (4850 lbf) vsak

 Zmogljivost 
- Maks. hitrost: 1112 km/h (600 [vozlov, 691 mph) na nivoju morja
- Hitrost porušitve vzgona: 248 km/h (133 vozlov, 154 mph) (s spuščenimi zakrilci in pristajalnim podvozjem)
- Bojni radij: 396 km (214 nmi, 246 milj)
- Višina leta: 13750 m (45100 ft)

Oborožitev

- Strelno orožje: 4× 30 mm (1.18 in) ADEN topovi, vsako s 120 naboji
- Rakete: 50× 2.68 in (68 mm) Matra raket
- Bombe: Do 1800 kg tovora na štirih nosilcih

## GLej tudi
- FMA IAe 33 Pulqui II
- Suhoj Su-7
- Helwan HA-300
- Hawker Hunter